# Ambassade d'Algérie au Bénin
L'ambassade d'Algérie au Bénin est la représentation diplomatique de la République algérienne auprès de la république du Bénin. Elle est située à Cotonou, la capitale du pays.